# رندرینگ سه‌بعدی

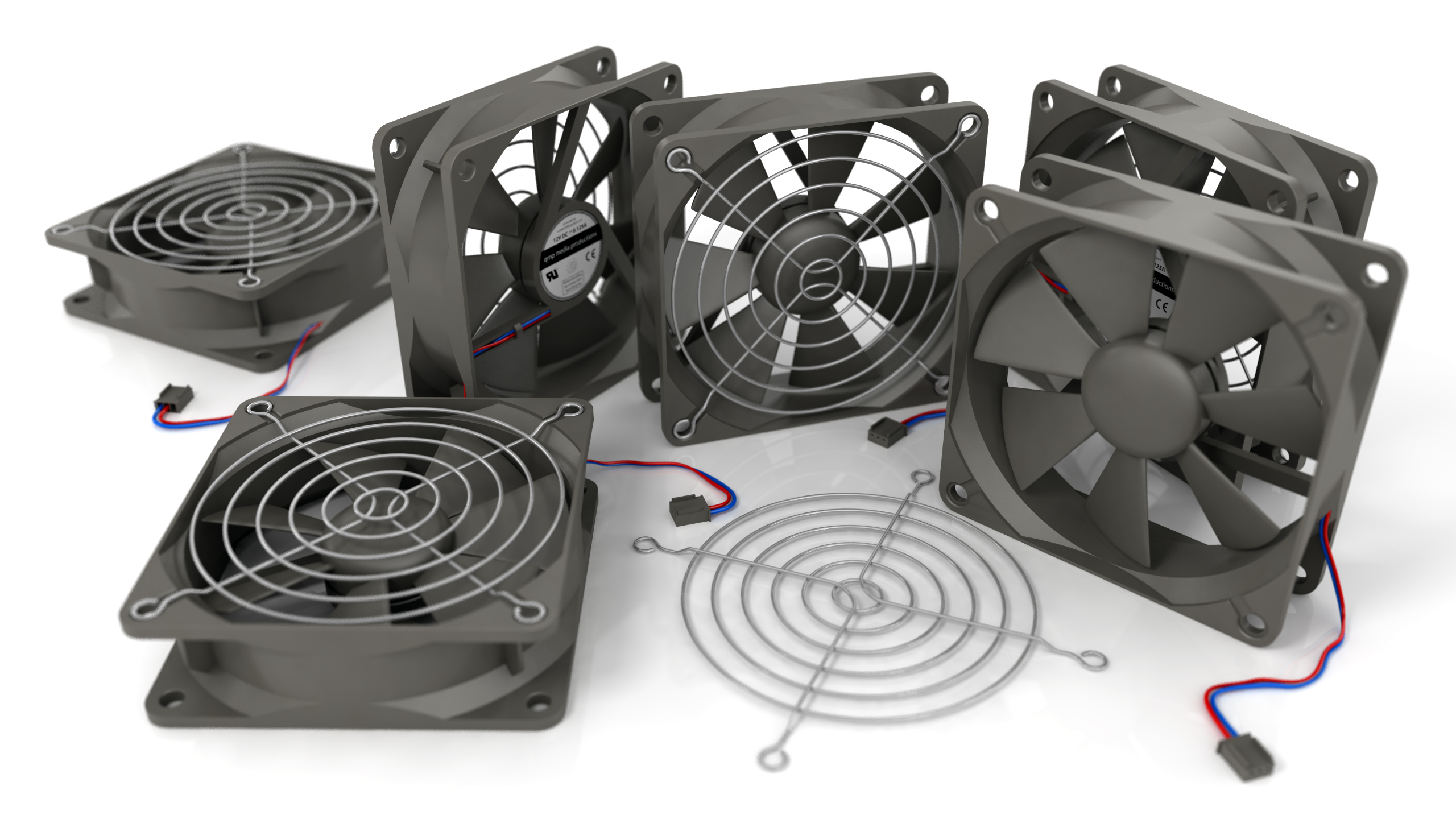
یک رندرینگ سه‌بعدی واقعی از ۶ فن رایانه با استفاده از رندر تابش، عمق میدان و مواد رویه ای

رندرینگ سه‌بعدی (به انگلیسی: 3D Rendering) یک فرایند گرافیک رایانه‌ای سه‌بعدی است که مدل‌های سه بعدی را به تصاویر دو بعدی در رایانه تبدیل می‌کند. رندرینگ سه‌بعدی ممکن است شامل جلوه‌های فوتورئالیسم یا سبک‌های غیر فوتورئالیسم باشند.
رندرینگ فرایند نهایی ایجاد تصویر یا انیمیشن ۲ بعدی از صحنه آماده شده‌است. چندین روش مختلف، و اغلب تخصصی، برای تبدیل یک مدل سه بعدی به دو بعدی ارائه شده‌است. رندر ممکن است از کسری از ثانیه تا چند روز برای یک تصویر / فریم منفرد طول بکشد.